# العرب في لبنان
العرب في لبنان منذ الفتح العربي للبنان حتى العصر المماليك.

## الفتح العربي 634-36
قامت الفوضى في لبنان بسبب الزلزالات، الجزئية القاسية والإختلافت الدينية في القرن السادس الميلادي مما أضعف الدولة البيزنطية وفتح البلاد أمام المسلمون القادمون من الجزيرة العربية. أرسل أبو بكر الصديق قواته لفتح بلاد الشام. وفي سنة 636م دحر القائد الإسلامي خالد بن الوليد القوات البيزنطية في موقعة اليرموك مما فتح له بلاد الشام ومنها لبنان.
ارتبط فتح لبنان إبان الفتوحات العربية الإسلامية بفتح سورية الطبيعية، أو ما يعرف ببلاد الشام، كونه جزءاً لا يتجزأ منها، وقد انتزعه المسلمون من الامبراطورية البيزنطية في عهد الخليفة عمر بن الخطاب، الذي أمر بتقسيم جند الشام حين فتحها إلى أربعة أجناد، منها جند دمشق الذي يدخل فيه جبل لبنان مع ما يقابله من السهول الساحلية الغربية والسهول الداخلية الشرقية. وكان يزيد بن أبي سفيان على مقدمة الجيش الإسلامي الذي توجه إلى لبنان وبمعيته أخوه معاوية، فسار إلى صيدا وبيروت وجبيل في حين دخل خالد بن الوليد منطقة البقاع حتى بعلبك، وصالح المسلمون سكان لبنان وغالبيتهم أخلاط من النصارى العرب (أنباط وموارنة نسبة إلى القديس مارون ت410م) إلى جانب المردة أو الجراجمة (أصحاب جرجومة في جبل اللكام)، على أن يكونوا جميعاً عوناً للمسلمين في مواجهة الروم البيزنطيين، فعرفوا باسم الرواديف، وأسقط المسلمون عنهم الجزية وعوملوا كباقي المسلمين.
ومع نزوح القبائل العربية الإسلامية إلى مناطق السواحل والثغور في إطار أعمال الفتح، أخذ نصارى لبنان يتجمعون في المناطق الجبلية الحصينة على طول الساحل، وصارت لهم شوكة، فكانوا بين الحين والآخر يتصلون بالبيزنطيين الذين اتخذوا منهم رأس حربة يغيرون على المسلمين منذ أيام الخليفة الأموي معاوية بن أبي سفيان مستغلين انشغاله بالأحداث التي ترافقت بخلافه مع علي بن أبي طالب، وبلغ تمردهم أوجه في عهد عبد الملك بن مروان في أثناء الأحداث التي ذر قرنها في الحجاز والعراق على خلفية الثورة التي قام بها عبد الله بن الزبير، فاضطر عبد الملك إلى موادعتهم، وكان يدفع لزعمائهم ألف دينار في كل أسبوع، وفي عهد ابنه الوليد تمرد الجراجمة على سلطان الخليفة ثانية فتوجه إليهم مسلمة بن عبد الملك بإيعاز من أخيه ودخل عاصمتهم جرجومة وفرق أهلها في جميع المدن اللبنانية وشرط عليهم ولهم، ومنهم من انضم إلى جيشه وشاركوا المسلمين في غزواتهم من دون أن يكره أياً منهم على ترك نصرانيته. وبعد سقوط الدولة الأموية سنة 132هـ/749م، لم يتمكن العباسيون من استمالة أهل الشام إلى جانبهم، ومن جملتهم سكان جبل لبنان بسبب حرمانهم من المزايا التي كانت لهم في العهد الأموي، ثم إن العباسيين عاملوا أهل الشام عموماً كمعاملةَ البلاد المفتوحة حرباً، فقام الجراجمة بسلسلة من الثورات، بدءاً من سنة 135هـ/752م وتمكنوا بقيادة أحد زعمائهم «إلياس» من هزيمة عدة جيوش أرسلها الخليفة المنصور إلى لبنان، ومع أن إلياس هذا قتل في الموقع المعروف اليوم باسم «قب إلياس» بيد أن أصحابه استمروا في عصيانهم بقيادة زعيم آخر اسمه «سمعان» توالت على يديه هزائم الجيوش العباسية وكاد أن يستولي على حمص وحماة عن طريق المساعدات التي كانت تأتيه بحراً من البيزنطيين، واشتد خطر الجراجمة عند منتصف القرن الثاني الهجري عندما تولى قيادتهم «بندار» وأعلن نفسه ملكاً عليهم، فقام صالح بن علي عم الخليفة بحشد جيش كبير قاده بنفسه وتمكن من القضاء على ثورتهم واستولى على حصونهم وهدمها، ومن أجل أن يقضي على أي تمرد محتمل في المستقبل عمل الخليفة المنصور على تفريق أعداد كبيرة منهم في بلاد الشام، واستقدم بعض القبائل العربية مثل تـنوخ وهي قبيلة عربية تدين بالنصرانية؛ فأحلها في مناطقهم فكان عمله هذا محل نقد الإمام الأوزاعي الذي أرسل إلى الخليفة يلومه على مثل هذا الإجراء.

## الأمويون 660-750
بعد انتصار معركة اليرموك، عُيٍّن معاوية الأموي حاكما على سوريا والتي كانت تشمل لبنان. طلب معاوية من أهل لبنان بناء السفن من أجل مواجهة آلة الحرب البحرية البيزنطية كما أوقف غزوات المردة الأقوياء في جبال لبنان الذين ناصروا الروم بعد معاهدة صلح مع البزنطيين ودفع الجزية لهم. خلال هذة الفترة، استوطن العديد من القبائل العربية مناطق ساحل لبنان للحد من التدخل البيزنطي. أول القبائل العربية التي استقدمت إلى لبنان كانو اللمعيون الذين سكنوا كفرسلوان.

### تشيُّع أهل جبل عامل
تذكر بعض المصادر الشيعية أنه في عهد الأمويين، تشيع أهل جبل عامل على يد أبي ذر الغفاري الذي نفاه معاوية إلى جبل عامل. و كانت هجرة القبائل اليمنية من قبيلة همدان و قبيلة مذحج الى لبنان لها اثر على التشيّع ، فهمدان و مذحج اسلموا على يد الامام علي و كانوا من شيعته ، و سكنت القبائل بعلبك حيث كان هناك باب عرف باسم "باب همدان" ، و ايضا سكنوا جبل لبنان ، و اليوم اغلب العشائر الشمصية والزعيترية و باقي العشائر الشيعية هم من مذحج او همدان 
ومنذ ذلك الحين سمي أهل جبل عامل بالمتاولة أحد أهم أسماء الشيعة الإمامية وهي جمع متوالي، وهي مشتقة على القياس من توالى، أي تتابع، أو مشتقة على غير القياس من كلمة تولى أي اتخذ وليّا. من الجدير ذكره ان أهل جبل عامل يعود نسبهم إلى قبيلة عاملة اليمنية وهم من أقدم من سكن لبنان. 
لم يكن سكان لبنان مسلمين ومسيحيين بمنأى عن تعسف عمال وولاة الدولة العباسية في بلاد الشام، الأمر الذي مهّد لانتشار روح التشيع عند بعض مسلمي لبنان، خاصة حينما بسط الفاطميون نفوذهم على بلاد الشام في القرن الرابع الهجري، فتحولت أعداد كبيرة منهم إلى الشيعة بمختلف مذاهبها، وتشكلت في طرابلس إمارة شيعية بزعامة ابن عمار أحد قضاة الدولة الفاطمية.أما عن انتشار المذهب الدرزي في لبنان، كما في سورية، فإن المصادر التاريخية تشير إلى أن حمزة بن علي الفارسي المعروف باللباد، وهو من أصحاب محمد بن إسماعيل الدرزي وممن دعا إلى ألوهية الحاكم بأمر الله الفاطمي، قام بعد وفاة الحاكم بتعليق رسالة على أبواب المساجد يذكر فيها أن الحاكم لم يمت، وإنما اختفى ليختبر إيمان أتباعه، واتخذ حمزة معبداً سرياً كان يدعو الناس فيه إلى عبادة الحاكم وتوحيده، فثار عليه المسلمون في مصر خاصة بعد أن أعلن الظاهر لإعزاز دين الله ابن الحاكم براءته من هذه الدعوة، فهرب حمزة بن علي وأتباعه من مصر فنزل بعضهم بجبل الشوف ووادي التيم بلبنان، وبعضهم الآخر في جهات حوران.

## العباسيون 750-1258
استولى العباسيون على الحكم من الأمويين سنة 750م وضموا لبنان لحكمهم. في بداية هذا العهد، استوطن الإرسلانيون في لبنان عام 756م. فرض العباسيون ضرائب قاسية على لبنان مما دفع اللبنانيين القيام بالعديد من الانتفاضات. وفي القرن العاشر أعلن الأمير الصوري علاقة استقلاله عن العباسيين الا أن حكمه انتهى مع استلاء الفاطميين على الحكم.
عند نهاية القرن الخامس الهجري/الحادي عشر الميلادي، بلغ الضعف مداه في العالم الإسلامي المنقسم على نفسه بين العباسيين والفاطميين إلى جانب دويلات المغرب والأندلس، فقام الصليبيون بحملاتهم المتكررة على المشرق الإسلامي، واستولوا على سواحل بلاد الشام بما فيها الساحل اللبناني الذي أصبح جزؤه الجنوبي من بيروت تابعاً لمملكة بيت المقدس الصليبية، وجزؤه الشمالي حتى طرطوس تابعاً لإمارة طرابلس. ومع أن الزنكيين والأيوبيين تصدوا للصليبيين وألحقوا بهم عدة هزائم، غير أنه لم يقض على قواعدهم وفلولهم إلا في عهد المماليك، حينما تمكّن السلطان قلاوون من تحرير طرابلس سنة 688هـ/1289م، وطردوا نهائياً من عكا في عهد ولده الأشرف خليل سنة 691هـ/1291م، وكان المماليك قد حرروا مدن الداخل اللبناني من التتار بعد هزيمتهم في معركة عين جالوت سنة 658هـ/1260م وبعد ذلك خضع لبنان للسيطرة المملوكية وكان موزعاً بين نيابتي طرابلس في الشمال وصفد في الجنوب حتى دخول العثمانيين إلى بلاد الشام في أعقاب موقعة مرج دابق سنة 922هـ/1516م.

## الصليبيون 1095-1291
خلال الحملات الصليبية (1096م - 1291م)، أبدى الصليبيين اهتماماً بمدن ساحل لبنان وسيطروا عليها تدريجياً. فبعد تأسيس ممكلة بيت المقدس في مدينة القدس توجهوا لطرابلس واستولوا عليها في عام 1109م. ثم على بيروت وصيدا في عام 1110م. وأخيراً صور عام 1124م. خلَّف الصليبيون وراءهم العديد من القِلاع في لبنان مثل قلعة طرابلس وقلعة شقيف وقلعة سان جيل. 
خلال هذه الحملات، تجاوب الموارنة مع ثقافة الصليبيين وتحولوا إلى مرجعية البابا في روما بعدما كانوا يخالفونه الرأي والمعتقد. 
وبما أن الفرنسيين كانو يشكلون عصب الحملات الصليبية بدأت العلاقات المارونية-الفرنسية تتوطت منذ ذلك الحين ولا سيما بعد مجيء ملك فرنسا القديس لويس التاسع إلى الشرق

## المماليك 1282-1516
تمحور القرن الثالث عشر الميلادي بالصراعات بين الصليبيين من الشمال (أوروبا) والمغول من الشرق (أي هضاب آسيا) والمماليك من الجنوب (أي من مصر) والتي انتهت بغلبة المماليك. 
المماليك كانو عبيد أحضرهم الأيوبيين من جبال القوقاز بين بحر قزوين والبحر الأسود. استولوا على الحكم من الأيوبيين وحكموا لبنان لقرنين من الزمن. ما بين القرنين ال11 وال 13 ميلادي، استوطن شيعة سورية والعراق والجزيرة العربية مناطق شمال البقاع وكسروان والجبال شمالي بيروت. انتفضوا الشيعة والدروز على المماليك عام 1291 مستغلين انشغاهم بالحروب مع الصليبيين. وفي عام 1308 استعاد المماليك السيطرة عليهم مما أجبر الشيعة ترك منطقة كسروان والنزوح إلى جنوب لبنان.
وخلال العصر المملوكي أنتعشت تجارة مدينة بيروت وأصبحت من أهم موانئ التجارة بين أوروبا والعالم العربي. وفي هذه الفترة، أتت القبائل العربية التالية واستوطنت مناطق مناطق وادي التيم وساحل بيروت والشوف: الشهابيون، التلحوقيون، المعنيون وآل نكد.